# Elias Murr
 (juin 2016).
Si vous disposez d'ouvrages ou d'articles de référence ou si vous connaissez des sites web de qualité traitant du thème abordé ici, merci de compléter l'article en donnant les références utiles à sa vérifiabilité et en les liant à la section « Notes et références ».
Elias Michel Murr (arabe: إلياس المرّ), né le 30 janvier 1962 à Bteghrine, est un homme politique et homme d’affaires libanais.(resume complet) Il est le fils de l’ancien vice-premier ministre Michel Murr.

## Biographie

### Formation
Juriste de formation, Elias Murr commence sa carrière comme avocat en 1982.

### Carrière politique
Elias Murr est ministre de l’intérieur au sein du gouvernement de Rafiq Hariri de 2000 octobre 2004. Parallèlement, Murr est président du Conseil des ministres arabes de l'Intérieur, chargé de promouvoir la coordination de la sécurité intérieure et la lutte contre la criminalité parmi les nations arabes.
Il perd son poste de ministre de l'intérieur à cause de relations tendues avec les services secrets syriens.
En avril 2005, Elias Murr est ensuite nommé vice-premier ministre et ministre de la défense au sein du gouvernement de Najib Mikati, chargé d’organiser les élections législatives de 2005 après le retrait syrien.
Le 12 juillet 2005, Elias Murr est la cible d’une tentative d’assassinat à laquelle il survit avec des blessures légères. Il a plus tard accusé implicitement les services syriens et le Hezbollah d’être derrière cette tentative. Murr a subi plus de 15 interventions chirurgicales après cette tentative.
Il conserve cependant son poste de vice-premier ministre et de ministre de la défense dans le gouvernement de Fouad Siniora.
Il organise le déploiement de l’armée libanaise au Sud du Liban à la suite de la guerre qui oppose le Hezbollah à Israël en juillet-août 2006, conformément à la résolution 1701 du Conseil de sécurité. Elias Murr A supervisé le déploiement de 25 000 soldats, en préservant le cessez-le-feu mandaté par la communauté internationale. En parallèle, il a dirigé les efforts du Liban contre le groupe terroriste Fatah al-Islam, qui depuis 2007 avait ciblé Casques bleus et policiers libanais dans le domaine.
Durant son mandat en tant que membre du Cabinet[Lequel ?], il joue un rôle central dans les événements suivants :
- L'adhésion du Liban à la Convention des Nations unies contre la corruption;
- Protocole d'entente sur la Force intérimaire des Nations unies au Liban (FINUL) et l'organisation de la surveillance de la trêve (ONUST) ;
- Protocole d'accord avec le Haut-Commissariat des Nations unies concernant les demandeurs du statut de réfugié au Liban.

Elias Murr a aussi supervisé les négociations des conventions de prêt d'une valeur de plus de 170 millions de dollars auprès de la Banque internationale pour la reconstruction et le développement de l'infrastructure du Liban et du développement des sites historiques.
En tant que ministre de l'Intérieur, il a favorisé les liens du Liban avec l’INTERPOL et a personnellement visité le secrétariat général de l’organisation, afin de renforcer sa connaissance directe des outils et des services de l’INTERPOL. Sous sa direction, les dossiers de police partagés par le Liban dans les bases de données de l’INTERPOL ont presque doublé durant une durée de moins de trois ans.

### Autres fonctions
- président de la commission nationale du droit international humanitaire;
- présidence du Comité des Ministres sur le projet de loi portant sur l'exploitation des ressources pétrolières en mer
- Vice-présidence de la Commission visant à moderniser la réglementation du patrimoine forestier;
- Vice-présidence de la commission contre la prolifération des armes parmi les citoyens libanais;
- président du Comité ministériel de la Convention de Coopération judiciaire en matière pénale entre le Liban et la France[2].
- Direction des forces de sécurité libanaise

### Group Murr
Le groupe Murr est une entreprise fondée en 1955 par son père. En 1992, la société a mis en œuvre des projets d'une valeur globale estimée à 4 milliards de dollars. En 2013, le groupe Murr est classé 92e parmi les 100 groupes les plus influents dans le monde arabe par le magazine Forbes.
Elias Murr est président du conseil et chef de la direction du Group Murr de 1993 à 2000. Il lance une politique de diversification et d'internationalisation de l'entreprise. Le groupe gère aujourd'hui 25 entreprises opérant sur trois continents et dans plusieurs secteurs d'activités : la construction, l'immobilier, les stations balnéaires, l'ingénierie, les produits de consommation, l'aviation, la sécurité, et les transports maritimes.

### Al Joumhouria
Alors qu’il dirigeait les grandes entreprises industrielles du Group Murr, Elias Murr occupait aussi le poste de président du conseil du quotidien Al Joumhouria, l'un des principaux quotidiens du Liban et de plusieurs autres périodiques thématiques. Après l'arrêt de sa publication tout au long de la guerre civile libanaise, le journal Al Joumhouria vit sa renaissance en 2011 sous la direction d'Elias Murr.

## Controverses
En décembre 2010, un magazine libanais publie les enregistrements de Wikileaks dans lesquels Elias Murr, en discussion avec des diplomates américains, partage ses échanges avec le général Michel Sleiman, devenu président du Liban par la suite. Dans ces discussions, Elias Murr expose les scénarios plausibles pour provoquer des conflits armés entre le Hezbollah et l'État d'Israël, et ainsi mettre la main sur la région de la Bekaa.

## Décorations
- Médaille de chevalier de l’ordre national du Cèdre[2]
- Grande Croix de l'Ordre d'Isabelle la Catholique[2]

## Vie privée
Élias Murr a été le mari de Karine Lahoud, fille de l’ancien président de la république libanais Émile Lahoud, mais il a divorcé. Il est le père de trois enfants: Michel, Maria et Émile.